# Keenan Evans
Keenan Evans (ur. 23 sierpnia 1996 w Richardson) – amerykański koszykarz występujący na pozycji rozgrywającego, obecnie zawodnik Maccabi Tel Awiw.
Jest synem skoczka wzwyż, olimpijczyka – Kennyego Evansa. Matka Shantell grała w koszykówkę na uczelni Arkansas-Pine Bluff, gdzie została zaliczona do składu najlepszych zawodniczek konferencji All-SWAC.
22 stycznia 2019 został wytransferowany do Delaware Blue Coats wraz z Chrisem Hortonem w zamian za prawa do Shawna Longa i Devondricka Walkera. 26 lipca BC zawarł umowę z bośniackim Igokea Aleksandrovac.
6 lipca 2020 został zawodnikiem izraelskiego Hapoelu Hajfa. 22 czerwca 2021 dołączył do izraelskiego Maccabi Tel Awiw.

## Osiągnięcia
Stan na 2 lipca 2021, na podstawie, o ile nie zaznaczono inaczej.
NCAA
- Uczestnik rozgrywek:
  - Elite 8 turnieju NCAA (2018)
  - turnieju NCAA (2016, 2018)
- MVP turnieju Hall of Fame Tip-Off Naismith Bracket (2018)
- Zaliczony do:
  - I składu:
    - Big 12 (2018)
    - Hall of Fame Tip-Off Naismith Bracket (2018)

  - II składu All-American (2018)
  - III składu Big 12 (2017)
- Zawodnik tygodnia Big 12 (29.01.2018, 8.01.2017, 8.01.2018, 11.12.2017, 5.02.2018)

Drużynowe
- Mistrz Bośni i Hercegowiny (2020)